# Fanny Currey
Frances «Fanny» Wilmot Currey (30 de mayo de 1848-30 de marzo de 1917) fue una botánica, horticultora, taxónoma, e ilustradora a la acuarela irlandesa, miembro fundante de la primera sociedad de dibujo amateur de Irlanda, y de la Sociedad de Acuarelistas de Irlanda, Currey exhibió ampliamente en Irlanda y Gran Bretaña. Y pasó a convertirse en una cultivadora de narcisos en los jardines Warren, Lismore, más tarde en la vida.

## Biografía
Nació en el Castillo de Lismore, condado de Waterford en 1848. Era hija de Anna y Francis Currey Edmund. Su padre fue empleado como agente de tierra a los duques de Devonshire, y era un logrado fotógrafo temprano. Era prima de la escritora y artista Edith Blake amigas cercanas de Currey, y desde muy joven era visitante frecuente en Newtown Anner House, condado de Tipperary. Es posible que Currey recibió formación artística junto a Edith y su hermana, además de recibir formación en París.
Con Edith Blake, desarrolló un interés por la botánica en todo este tiempo, lo que corresponde en los últimos años con el diseñador de los jardines Newtown Anner Joseph Paxton. Fanny era un visitante frecuente de la casa, a la par colaborando en sobres ilustrados de 1858 a 1868.

## Trabajos artísticos
Currey fue una de las miembros originales de la Sociedad de Dibujo Amateur de Irlanda, primer club de dibujo de Irlanda, fundada en Lismore, Condado de Waterford en 1870.
Algunos de sus dibujos y acuarelas aparecen en la primera exposición del grupo en 1871. Ella era un miembro activo del grupo, participando en la totalidad de sus actividades, y participó en el pabellón de la exposición 1878 en el Ateneo, Cork. La sociedad recibió el nombre de Sociedad de Acuarelas de Irlanda en su exposición de 1887 a 1888 en Belfast. Currey sirvió durante muchos años como secretaria de la sociedad. Debutó en la Real Academia Hibernian en 1877, y fue una expositora regular hasta 1896, con la mayor parte de su trabajo con los estudios de flores y paisajes.
Currey tuvo una carrera exitosa exponiendo en Inglaterra, mostrando su trabajo en la Real Academia de las Artes, Real Sociedad de Pintores Acuarelistas, Instituto Real de Pintores al óleo y la Sociedad de Mujeres Artistas, convirtiéndose en miembro designada de esta última en 1886.
Su obra fue exhibida en la Galería de arte y museo Dudley, Galería de arte Grosvenor, Nueva Galería, Galería de arte Walker, Liverpool y la Galería de Arte de Mánchester. Por la década de 1880, se dijo que «no podía ser considerado una aficionada, en ningún sentido de la palabra salvo uno, que no depende de la consecución de un medio de vida». Viajó ampliamente, visitando y pintando en Inglaterra, Gales y Europa. Su trabajo de 1888, A bazaar in Tangier (Un bazar en Tánger), sugiere que visitó el norte de África.

## Trabajos de horticultura y últimos años
A medida que envejeció, Currey comenzó a concentrarse en la jardinería: atención profesional de bulbos cada vez mayor, en particular. Era dueña del Criadero Warren y jardines en Lismore, especializándose en narcisos.
Algunos de sus narcisos fueron galardonados con la medalla de plata dorada Banksian en 1909 por la Real Sociedad de Horticultura en Londres.
Edith Somerville recuerda la resistencia de Currey a un esquema de la autoridad local de propuesta de drenaje, que podría destruir sus parcelas de narcisos como si uno las rompiera, sentado en una pared, con una escopeta. Alrededor de 1900, recogió dos formas de color de anémona de madera: «Lismore azul» y «Lismore rosa», que todavía se cultiva hoy en día. Observó que las formas azules de la anémona de madera siempre crecieron en las proximidades de agua, y fue la grabadora de la única Bartsia amarilla encontrada en el condado de Waterford.
Currey era partidaria del sufragio femenino, fue organista en la catedral de Lismore, y era una gran pescadora, tiradora, trabajadora de la madera, escultora, e hizo mosaicos. Escribió los cuentos de hadas Prince Ritto y The four-leaved shamrock (El trébol de cuatro hojas) publicados en 1877, con ilustraciones de Helen O'Hara Sophia, que vivía con ella desde 1898. Currey murió en su casa, la Casa Mall, en Lismore, el 30 de marzo de 1917.

## Honores

### Membresías
- 1901: elegida de la Real Sociedad Horticultural de Irlanda.